# Magnus Warming
Magnus Warming (Nykøbing Falster, 2000. június 8. –) dán korosztályos válogatott labdarúgó, a norvég Brann csatárja.

## Pályafutása

### Klubcsapatokban
Warming a dániai Nykøbing Falster városában született. Az ifjúsági pályafutását a Nykøbing csapatában kezdte, majd a Brøndby akadémiájánál folytatta.
2017-ben mutatkozott be a Brøndby első osztályban szereplő felnőtt keretében. 2019-ben a másodosztályú Nykøbingnél szerepelt kölcsönben. 2020-ban a Lyngby szerződtette. 2021-ben az olasz Torinóhoz igazolt. 2021. október 17-én, a Napoli ellen 1–0-ra elvesztett mérkőzés 89. percében, Ben Lhassine Konet váltva debütált. A 2022–23-as szezonban a német Darmstadt csapatát erősítette kölcsönben. 2023. augusztus 1-jén szerződést kötött a norvég első osztályban érdekelt Brann együttesével.

### A válogatottban
Warming az U18-as, az U20-as és az U21-es korosztályú válogatottakban is képviselte Dániát.

## Statisztikák
2023. március 11. szerint
| Klub                   | Szezon   | Osztály          | Bajnokság | Bajnokság | Kupa  | Kupa | Nemzetközi | Nemzetközi | Összesen | Összesen |
| Klub                   | Szezon   | Osztály          | Meccs     | Gól       | Meccs | Gól  | Meccs      | Gól        | Meccs    | Gól      |
| ---------------------- | -------- | ---------------- | --------- | --------- | ----- | ---- | ---------- | ---------- | -------- | -------- |
| Brøndby                | 2016–17  | Danish Superliga | 1         | 0         | 0     | 0    | —          | —          | 1        | 0        |
| Lyngby                 | 2019–20  | Danish Superliga | 9         | 2         | 0     | 0    | —          | —          | 9        | 2        |
| Lyngby                 | 2020–21  | Danish Superliga | 30        | 4         | 3     | 2    | —          | —          | 33       | 6        |
| Lyngby                 | Összesen | Összesen         | 39        | 6         | 3     | 2    | 0          | 0          | 42       | 8        |
| Torino                 | 2021–22  | Serie A          | 4         | 0         | 1     | 0    | —          | —          | 5        | 0        |
| Darmstadt (kölcsönben) | 2022–23  | 2. Bundesliga    | 18        | 0         | 1     | 1    | —          | —          | 19       | 1        |
| Összesen               | Összesen | Összesen         | 62        | 6         | 5     | 3    | 0          | 0          | 67       | 9        |

## Sikerei, díjai
Darmstadt
- 2. Bundesliga
  - Feljutó (1): 2022–23